# Aermacchi Monsone
Die Aermacchi Monsone (auch Aermacchi 125 Modelo M) ist ein Motorrad, das die italienische Firma Aeronautica Macchi von 1952 bis 1954 herstellte. „Monsone“ bedeutet im Deutschen „Monsun“.

## Geschichte
Die Monsone wurde aus dem ersten motorisierten Zweirad des Herstellers, dem Motorroller Cigno, entwickelt und 1952 vorgestellt. Sie galt als Sportausführung der Cigno. Von ihr unterschied sie sich durch einen etwas höher verdichteten Motor, einer Sitzbank anstatt der beiden Einzelsitze und vor allen Dingen durch einen Tank vor der Sitzbank, der die Monsone als Motorrad einordnet.
Gleichzeitig erschien das ähnlich aufgebaute Zweizylindermodell Bicilindrica 1954 wurde die Monsone ohne Nachfolger eingestellt.

## Technik
Motor und Antrieb
Die Monsone hat einen luftgekühlten Einzylinder-Zweitaktmotor mit nahezu waagerecht liegendem Zylinder und Rundschiebervergaser mit 17 mm Durchlass. Auf dem linken Stumpf der zweifach gelagerten Kurbelwelle befindet sich eine Mehrscheiben-Trockenkupplung, über die die Motorkraft an ein geradverzahntes Dreiganggetriebe weitergeleitet wird. Das Hinterrad wird über eine Kette angetrieben.
Kraftstoff ist Öl-Benzin-Gemisch im Verhältnis 1 : 17. Der Zündfunke kommt von einem Zündlichtmagnet.
Rahmen und Fahrwerk
Die Monsone hat einen Stahlrohrrahmen mit abgesenkten Mittelrohren, durch die Anordnung des Tanks jedoch ohne Funktion des freien Durchstiegs. Beide Räder sitzen in gefederten Schwingen (vorn geschoben, hinten gezogen) mit Reibungsstoßdämpfern. Am Lager der hinteren Schwinge sind auch Motor und Getriebe befestigt. Rahmen und Kotflügel sind stets in rot oder schwarz lackiert.
Räder und Bremsen
Die Drahtspeichenräder sind vorn und hinten mit 17 Zoll gleich groß, in beide sind Halbnaben-Trommelbremsen eingebaut. Die vordere Bremse wird mit einem Handhebel am Lenker und einem Seilzug betätigt, die hintere über einen Fußhebel an der linken Motorseite und ein Gestänge.

## Technische Daten
| Baujahre              | 1952–1954                                                 |                              |                              |
| Motor                 | fahrtwindgekühlter Einzylinder-Zweitaktmotor, Kickstarter |                              |                              |
| Hubraum               | 123 cm³                                                   |                              |                              |
| Verdichtung           | 6,5 : 1                                                   |                              |                              |
| Bohrung × Hub         | 52 × 58 mm                                                |                              |                              |
| Nennleistung          | 5,7 PS (4,2 kW) bei 5100/min                              |                              |                              |
| Vergaser              | Rundschiebervergaser, 17 mm Ansaugdurchmesser             |                              |                              |
| Schmierung            | Zweitaktgemisch 1 : 17                                    |                              |                              |
| Zündung               | Magnetzündung                                             | Magnetzündung                | Magnetzündung                |
| Kupplung              | Mehrscheiben-Trockenkupplung                              | Mehrscheiben-Trockenkupplung | Mehrscheiben-Trockenkupplung |
| Getriebe              | 3-Gang-Getriebe                                           |                              |                              |
| Endantrieb            | Kette                                                     |                              |                              |
| Rahmenbauart          | Stahlrohrrahmen                                           |                              |                              |
| Radaufhängung vorn    | geschobene Langschwinge mit Reibungsstoßdämpfer           |                              |                              |
| Radaufhängung hinten  | Langschwinge mit Reibungsstoßdämpfer                      |                              |                              |
| Bereifung vorn        | 3,00 × 17″                                                |                              |                              |
| Bereifung hinten      | 3,00 × 17″                                                |                              |                              |
| Bremse vorn           | Halbnaben-Trommelbremse, handbetätigt, ø 125 mm           |                              |                              |
| Bremse hinten         | Halbnaben-Trommelbremse, fußbetätigt, ø 125 mm            |                              |                              |
| Höchstgeschwindigkeit | 75 km/h                                                   |                              |                              |

Quellen: 